# Hesperonyx martinhotomasorum
Hesperonyx martinhotomasorum es la única especie conocida del género extinto Hesperonyx (que significa "garra occidental") de dinosaurio ornitópodo driomorfo, que vivió a finales del período Jurásico, hace aproximadamente entre 155 a 150 millones de años, durante el Kimmeridgiense, en lo que es hoy Europa. Sus fósiles fueron encontrados en la Formación Lourinhã del Jurásico Tardío de Portugal. Es conocido por los huesos de las extremidades delanteras y traseras. Se estima que Hesperonyx medía entre 3-4 metros (9,8-13,1 pies) de largo.
El nombre genérico, "Hesperonyx", combina "Hesperus" (o la "Estrella vespertina"), en honor al dios griego cuyo nombre también hace referencia a la dirección occidental, haciendo referencia a la localidad holotipo en la región occidental de Portugal, con el sufijo griego "ónix", que significa "garra". El nombre específico, "martinhotomasorum", combina los apellidos de Micael Martinho y Carla Alexandra Tomás, en honor a sus esfuerzos en la curación y preparación de fósiles en el Museu da Lourinhã.Hesperonyx fue sometido a dos análisis filogenéticos y se descubrió que era un miembro indeterminado de Dryomorpha. No se pudieron concluir afinidades más precisas debido a la escasez de restos. La Formación Lourinhã es una de las principales formaciones fosilíferas de Portugal y preserva muchas especies de dinosaurios, algunas de las cuales también se conocen de la contemporánea Formación Morrison de América del Norte.Hesperonyx es el tercer iguanodontiano conocido de esta formación, después de Draconyx y Eousdryosaurus.